# بوسیسیو ندیمنی
بوسیسیو ندیمنی (انگلیسی: Busisiwe Ndimeni؛ زادهٔ ۲۵ ژوئن ۱۹۹۱) بازیکن فوتبال اهل آفریقای جنوبی است.
وی همچنین در تیم ملی فوتبال زنان آفریقای جنوبی بازی کرده‌است.